# Thomas Lövkvist
Thomas "Gotland" Lövkvist (født 4. april 1984 i Visby) er en svensk tidligere cykelrytter. Han blev professionel i 2004, som den yngste svensker gennem tiden, på det franske hold Française des Jeux, og har siden 2008-sæsonen cyklet for Team High Road/Team Columbia. Han er længe blevet betragtet som Sveriges mest lovende cykelrytter, og enkelte mener han til og med er en af de mest talentfulde i hele cykelsporten. Lövkvist var den yngste deltager i Tour de France i 2005 (61. plads) og 2006 (63. plads). Der er noget uenighed blandt eksperterne om det har været et godt valg af holdledelsen i Française des Jeux at lade ham stille til start i så mange løb i så ung alder, og specielt i et hårdt løb som Touren. Resultaterne de sidste år har heller ikke været imponerende i forhold til de høje forventninger som stilles til ham.
Som rytter er Lövkvist er typisk klassementkandidat, med gode færdigheder på enkeltstart og på stigninger.
De senere år har Thomas fået tilnavnet "Gotland" på grund af sit fødested, men som ung gik han under navnet "Little Onion".

## 2003-2007
Lövkvist vandt den sidste etape af Circuit de la Sarthe 2004, noget som betydede at han tog nok sekunder på de andre i toppen af klassementet til at han vandt løbet sammenlagt. Det er kun Bernard Hinault og Greg LeMond som har vundet dette løb i en yngre alder end Lövkvist. Franck Bouyer blev nummer to, 19 sekunder efter svenskeren. Fire dage senere blev rækkefølgen den modsatte, da Franck Bouyer slog Lövkvist med et sekund i den franske semiklassiker Paris-Camembert. 
Han deltog i OL i Athen, hvor han blev nummer 34 af 37 cykelryttere under enkeltstarten. I landevejløbet gik det ikke bedre, og det endte med, at han udgik.
Lövkvist blev nummer to på Vuelta a Españas 14. etape i 2007 til Villacarrillo. Det var Sveriges bedste indsats i løbet i omkring 25 år.

## 2008
Sæsonen 2008 åbnede godt for Thomas Lövkvist. Han blev nummer tre i UCI ProTour-løbet Tirreno-Adriatico efter Fabian Cancellara og Enrico Gasparotto, og vandt desuden konkurrencens ungdomstrøje. Lövkvists bedste etapeplacering i løbet var tredjepladsen på femte etape, en enkeltstart, efter Fabian Cancellara og David Zabriskie. Dette løb var nok Lövkvists bedste nogensinde. I klassikeren Milano-Sanremo, nogle få dage efter Tirreno-Adriatico, gik Lövkvist i et lovende udbrud sammen med blandt andre Paolo Bettini og Davide Rebellin. Udbruddet så godt ud og havde omkring 40 sekunder til hovedfeltet, men gruppen blev hentet lige før sidste bakke, og Lövkvist trillede ind til en 86. plads.
Svenskeren overtog den hvide ungdomstrøje fra Romain Feillu på 4. etape af Tour de France 2008 og kørte med den fem etaper frem, før han måtte aflevere den til Andy Schleck. Lövkvist blev den anden svensker i historien til at bære en førertrøje under Tour de France, seneste gang var i 1982.
Han bar under flere etaper førertrøjen i løbet Giro di Italia.